# HMS Storm (P233)
Pour les articles homonymes, voir Storm.
Le HMS Storm (Pennant number : P233) est un sous-marin britannique de classe S du troisième lot, construit pour la Royal Navy pendant la Seconde Guerre mondiale. Il faisait partie des unités construites entre 1941 et 1944 par les Britanniques pour des opérations offensives. Il a survécu à la guerre et a été démoli en 1946.

## Conception
Les sous-marins de la classe S ont été conçus pour patrouiller dans les eaux resserrées de la mer du Nord et de la mer Méditerranée. Les navires du troisième lot étaient légèrement agrandis et améliorés par rapport à ceux du deuxième lot. Ils avaient une coque plus solide, transportaient plus de carburant, et leur armement était modernisé.

Schéma d'un sous-marin de classe S.

Ces sous-marins avaient une longueur hors tout de 66,1 mètres, une largeur de 7,2 m et un tirant d'eau de 4,5 m. Leur déplacement était de 879 tonnes en surface et 1 006 tonnes en immersion . Les sous-marins de la classe S avaient un équipage de 48 officiers et matelots. Ils pouvaient plonger jusqu'à la profondeur de 90 m.
Pour la navigation en surface, ces navires étaient propulsés par deux moteurs Diesel de 950 ch (708 kW), chacun entraînant un arbre et une hélice distincte. En immersion, les hélices étaient entraînées par un moteur électrique de 650 ch (485 kW). Ils pouvaient atteindre 15 nœuds (28 km/h) en surface et 10 nœuds (19 km/h) en plongée . En surface, les sous-marins du troisième lot avaient une autonomie en surface de 6 000 milles marins (11 000 km) à 10 nœuds (19 km/h), et en plongée de 120 milles (220 km) à 3 nœuds (5,6 km/h).
Ces navires étaient armés de sept tubes lance-torpilles de 21 pouces (533 mm) dont six à la proue et un tube externe à la poupe. Ils transportaient six torpilles de recharge pour les tubes d’étrave, pour un total de treize torpilles. Douze mines pouvaient être transportées à la place des torpilles intérieurement arrimées. Les navires étaient aussi également armés d'un canon de pont de 3 pouces (76 mm).
Les navires du troisième lot de la classe S étaient équipés d’un système ASDIC de type 129AR ou 138 et d’un radar d’alerte avancée de type 291 ou 291 W .

## Engagements
Le HMS Storm a été construit par le chantier naval Cammell Laird à Birkenhead, et lancé le 18 mai 1943. C’est le premier (et jusqu’à présent, le seul) navire de la Royal Navy à porter le nom de Storm (tempête). Et de fait, son insigne représentait un sombre nuage d'orage d'où dardent des éclairs.
Il a servi en Extrême-Orient, opérant à partir de Trincomalee à Ceylan (de nos jours, le Sri Lanka) et de Perth, en Australie. Il s’est distingué en étant le premier sous-marin opérationnel à être commandé par un officier britannique de la Royal Naval Volunteer Reserve, le commandant Edward Young (Distinguished Service Order, Distinguished Service Cross avec bar). Avant de recevoir ce commandement, Young avait commandé le P555, un sous-marin qui servait à la formation des équipages.
Après des essais en mer et des travaux à Holy Loch et à Scapa Flow, la première patrouille du  Storm s’est déroulée, sans incident, sur la côte de Norvège, au nord du cercle polaire arctique. Le lendemain du Boxing Day (donc le surlendemain de Noël) 1943, il quitte Holy Loch pour la longue traversée vers Ceylan (de nos jours, le Sri Lanka) via le détroit de Gibraltar et le canal de Suez, arrivant à Trincomalee le 20 février 1944.
Sa première patrouille en Extrême-Orient s’est effectuée dans le détroit de Malacca, entre la Malaisie britannique et Sumatra, alors occupés tous deux par les Japonais. Son premier contact avec l’ennemi fut l’observation du sous-marin japonais I-165, mais il était trop loin pour une attaque. Le 11 mars 1944, le  Storm a coulé sa première victime, un caboteur de 500 tonnes, à coups de canon.
En avril, le  Storm a patrouillé jusqu’aux îles Andaman dans le golfe du Bengale au sud de Rangoon. Le 14 avril, il a revendiqué sa première victoire par torpille, un navire marchand de 3 500 tonnes, bien qu’il ne l’ait pas vu couler. Le lendemain, le  Storm attaqua un navire marchand escorté par trois navires de guerre : un navire identifié comme un destroyer à première vue (mais en fait c’était un dragueur de mines), un chasseur de sous-marins et un autre navire anti-sous-marin. Le  Storm a coulé le dragueur de mines, le W-7, avec des torpilles,.
La troisième patrouille du  Storm était une opération dite "cape et dague" pour débarquer un agent local sur une île au large de la pointe nord de Sumatra. Cela s’est terminé par un échec. Un canot pneumatique avait été envoyé pour récupérer l’agent sur l’île. Les hommes dans le canot l’ont entendu appeler depuis la rive dans la nuit, mais sa voix venait du mauvais endroit, et semblait tendue. Le canot a fait demi-tour. Alors, des mitrailleuses japonaises et un canon de 4 pouces ont ouvert le feu. Les occupants du canot ont réussi à regagner le sous-marin en toute sécurité, mais le sort de l’agent est inconnu.
Pour sa quatrième patrouille, le Storm était de retour dans le détroit de Malacca, où il a coulé par torpille sa troisième victime, la canonnière auxiliaire japonaise de 3 000 tonnes Eiko Maru,. Par la suite, le Storm aperçut et attaqua le sous-marin allemand U-1062, mais sans succès.
Le Storm a commencé sa sixième patrouille par couler un caboteur de 500 tonnes, avant de mener un raid de jour à coups de canon sur un petit port à Mali Kyon, coulant deux petits navires d’escorte. Cette patrouille a permis la capture d’un prisonnier de guerre japonais qui a été ramené à Trincomalee, la première capture de cette sorte de la guerre. Après cela, le Storm a coulé trois autres caboteurs de 250 à 300 tonnes, avant de mettre fin à sa patrouille.
En septembre 1944, le Storm est déployé à Fremantle, en Australie occidentale. Au cours de son voyage vers Fremantle, il a découvert et attaqué un petit convoi, coulant un caboteur et deux petits navires d’escorte et endommageant deux autres caboteurs, une vedette canonnière et une vedette-torpilleur.
La distance jusqu’à sa zone de patrouille autour de Java et des Célèbes était si grande que l’un de ses ballasts a été converti en réservoir de gas-oil afin de pouvoir effectuer le voyage aller-retour de 4800 milles marins. En novembre, le Storm a coulé plusieurs goélettes et autres embarcations transportant du minerai de nickel . Il a été attaqué à plusieurs reprises au cours de son voyage de retour, et a aperçu un destroyer, mais ne l’a pas attaqué.
En janvier 1945, le Storm a détenu brièvement le record de la plus longue patrouille effectuée par un sous-marin de la classe S, couvrant 7 151 milles en 37 jours. Cependant, ce fut sa dernière patrouille, et il a reçu l’ordre de rentrer en métropole. Il y arriva le 8 avril 1945, arborant le drapeau traditionnel Jolly Roger pour signifier la fin d’une patrouille réussie. Depuis qu’il avait quitté le chantier naval où il avait été construit, il a parcouru 71 000 milles marins et passé plus de 1 400 heures sous l’eau, soit l’équivalent de 60 jours et nuits. Il fut démoli en septembre 1949 à Troon, en Écosse.